# Communauté de communes des Gorges de l’Ardèche
Die Communauté de communes des Gorges de l’Ardèche ist ein französischer Gemeindeverband mit Rechtsform einer Communauté de communes im Département Ardèche, dessen Verwaltungssitz sich in dem Ort Vallon-Pont-d’Arc befindet. Er liegt im Süden des Départements und umfasst die Gorges de l’Ardèche, eine Schlucht am Unterlauf der Ardèche. Der Gemeindeverband besteht aus 20 Gemeinden auf einer Fläche von 413,06 km². Präsident des Gemeindeverbandes ist Max Thibon.

## Geschichte
Der heutige Gemeindeverband entstand zum Jahreswechsel 2013/2014 aus dem Zusammenschluss zweier im Jahr 2005 gegründeter Vorgängerverbände. Diese waren:
- die Communauté de communes des Gorges de l’Ardèche, Terre des Hommes, de la Pierre et de l’Eau mit Vallon-Pont-d’Arc und 14 weiteren Gemeinden aus seinem westlichen Umland,
- die Communauté de communes Grands Sites des Gorges de l’Ardèche mit vier Gemeinden, von denen eine (Issirac) zu einem anderen Verband beitrat.

Außerdem trat die Gemeinde Saint-Remèze bei durch Wechsel von der Communauté de communes du Rhône aux Gorges de l’Ardèche.
Mit Wirkung vom 1. Januar 2017 trat die Gemeinde Lanas dem Verband bei, die bisher in der aufgelösten Communauté de communes du Vinobre organisiert war.

## Aufgaben
Zu den vorgeschriebenen Kompetenzen gehören die Entwicklung und Förderung wirtschaftlicher Aktivitäten und des Tourismus  sowie verschiedene Angelegenheiten der Raumplanung. Der Gemeindeverband betreibt die Straßenmeisterei, die Abwasserentsorgung (teilweise), und die Müllabfuhr.

## Mitgliedsgemeinden
Folgende 20 Gemeinden gehören der Communauté de communes des Gorges de l’Ardèche an:
| Gemeinde                                       | Einwohner 1. Januar 2022 | Fläche km² | Dichte Einw./km² | Code INSEE | Postleitzahl |
| ---------------------------------------------- | ------------------------ | ---------- | ---------------- | ---------- | ------------ |
| Balazuc                                        | 383                      | 18,90      | 20               | 07023      | 07120        |
| Bessas                                         | 234                      | 17,18      | 14               | 07033      | 07150        |
| Chauzon                                        | 429                      | 10,68      | 40               | 07061      | 07120        |
| Grospierres                                    | 931                      | 27,30      | 34               | 07101      | 07120        |
| Labastide-de-Virac                             | 322                      | 23,32      | 14               | 07113      | 07150        |
| Labeaume                                       | 684                      | 17,76      | 39               | 07115      | 07120        |
| Lagorce                                        | 1.227                    | 69,49      | 18               | 07126      | 07150        |
| Lanas                                          | 431                      | 9,85       | 44               | 07131      | 07200        |
| Orgnac-l’Aven                                  | 566                      | 21,84      | 26               | 07168      | 07150        |
| Pradons                                        | 537                      | 7,98       | 67               | 07183      | 07120        |
| Rochecolombe                                   | 222                      | 21,50      | 10               | 07190      | 07200        |
| Ruoms                                          | 2.286                    | 12,14      | 188              | 07201      | 07120        |
| Saint-Alban-Auriolles                          | 1.101                    | 17,57      | 63               | 07207      | 07120        |
| Saint-Maurice-d’Ardèche                        | 373                      | 5,19       | 72               | 07272      | 07200        |
| Saint-Remèze                                   | 848                      | 42,69      | 20               | 07291      | 07700        |
| Salavas                                        | 731                      | 17,11      | 43               | 07304      | 07150        |
| Sampzon                                        | 244                      | 8,39       | 29               | 07306      | 07120        |
| Vagnas                                         | 628                      | 23,83      | 26               | 07328      | 07150        |
| Vallon-Pont-d’Arc                              | 2.469                    | 28,62      | 86               | 07330      | 07150        |
| Vogüé                                          | 1.035                    | 11,72      | 88               | 07348      | 07200        |
| Communauté de communes des Gorges de l’Ardèche | 15.681                   | 413,06     | 38               | –          | –            |